# Adrianichthys
El género Adrianichthys son peces de la familia adrianictíidos, distribuidos de una forma amplia por ríos y lagos de agua dulce de Célebes. La mayoría de las especies son usadas con cierta importancia comercial en acuariología.

## Especies
Existen cuatro especies válidas en este género:
- Adrianichthys kruyti (Weber, 1913)
- Adrianichthys oophorus (Kottelat, 1990)
- Adrianichthys poptae (Weber & de Beaufort, 1922)
- Adrianichthys roseni (Parenti & Soeroto, 2004)